# Carlbergska stiftelsen

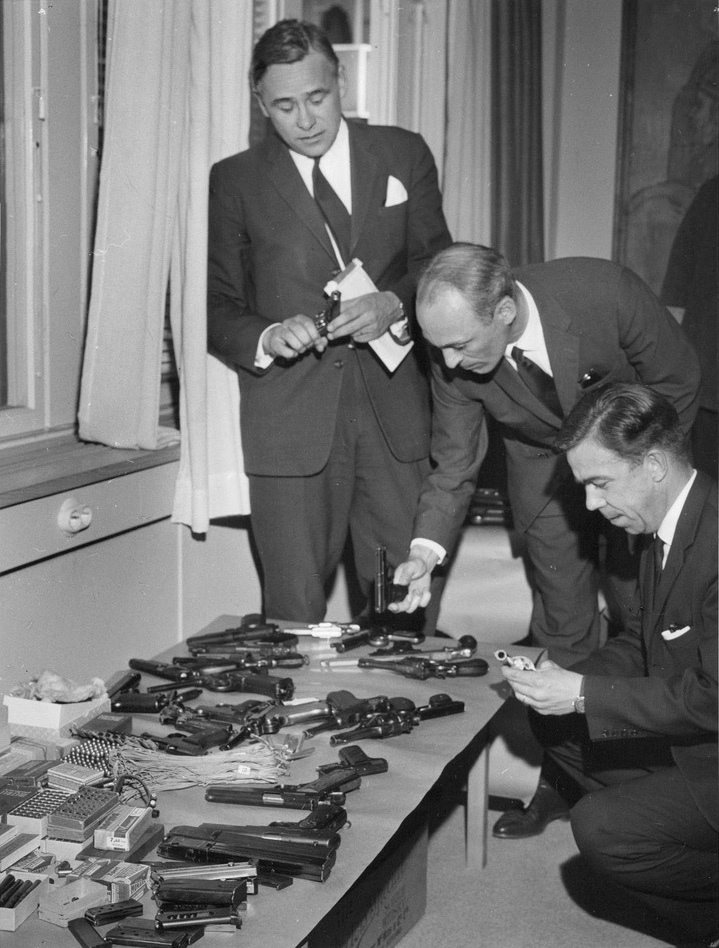
Rikspolischef Carl Persson, Säpo-chef P.G. Vinge och kammaråklagare Lars Ringberg granskar beslagtagna vapen den 11 maj 1965.

Carlbergska stiftelsen var en stiftelse som bildades i februari 1957 på grundval av en testamentarisk donation från Carl-Ernfrid Carlberg. Carlberg var ingenjör, officer, elitgymnast och under andra världskriget finansiär och utgivare av nazistisk propaganda.
Efter donatorns bortgång 1962 trädde stiftelsen i verksamhet. Stiftelsens uppgift var att dela ut pengar till Sveriges Nationella Förbund. Stiftelsen är numera upplöst.
I april 1965 hittade reportrar vid tidningen Expressen en nedgrävd låda med vapen av äldre modell som kunde knytas till Björn Lundahl, som var aktiv inom stiftelsen. Expressen hävdade i en artikelserie att Carlbergska stiftelsen hade långtgående planer på en statskupp, att det fanns en större vapengömma och planer på mindre förintelseläger i Kessmansbo. Flera personer i stiftelsen anhölls och åtalades. Det visade sig emellertid att Expressens uppgiftslämnare var en känd mytoman och efter en kort polisutredning friades alla utom Björn Lundahl, som fick dagsböter för olaga vapeninnehav. Björn Lundahl stämde sedan Expressen med flera tidningar för förtal.
År 1977 flyttade tidskriften Kommentar in i huset på Odengatan. På vinden fann man handlingar från Carlbergska stiftelsen och dess föregångare Samfundet Manhem, där de senare bland annat ägnade sig åt kartläggning av svenska judar under andra världskriget. Materialet överlämnades till Arbetarrörelsens arkiv.
Carlbergska stiftelsens arkiv spelar en betydande roll i journalisten Per Wikströms roman Det onda arvet (1997).